# Pati (kabupatenhuvudort)
Pati är en kabupatenhuvudort i Indonesien.   Den ligger i provinsen Jawa Tengah, i den västra delen av landet, 500 km öster om huvudstaden Jakarta. Pati ligger 13 meter över havet och antalet invånare är 122 785.
Terrängen runt Pati är huvudsakligen platt, men västerut är den kuperad. Runt Pati är det mycket tätbefolkat, med 1 095 invånare per kvadratkilometer. Pati är det största samhället i trakten. Trakten runt Pati består till största delen av jordbruksmark.